# Puchar Konfederacji w piłce nożnej 1999
Puchar Konfederacji 1999 odbył się w dniach od 25 lipca do 4 sierpnia po raz pierwszy poza Arabią Saudyjską – w Meksyku. Był to drugi turniej organizowany przez FIFA i widniejący pod nazwą Puchar Konfederacji.

## Uczestnicy
- Meksyk – gospodarz oraz mistrz Ameryki Północnej (zwycięzca Złotego Pucharu CONCACAF 1998)
- Brazylia – Wicemistrz świata 1998 oraz Mistrz Ameryki Południowej (zwycięzca Copa América 1997)[1]
- Stany Zjednoczone – wicemistrz Ameryki Północnej (finalista Złotego Pucharu CONCACAF 1998)
- Boliwia – wicemistrz Ameryki Południowej (finalista Copa América 1997)
- Arabia Saudyjska – mistrz Azji (zwycięzca Pucharu Azji 1996)
- Niemcy – mistrz Europy (zwycięzca Euro 1996)
- Egipt – mistrz Afryki (zwycięzca Pucharu Narodów Afryki 1998)
- Nowa Zelandia – mistrz Oceanii (zwycięzca Pucharu Narodów Oceanii 1998)

## Stadiony
| Meksyk                                                 |                   |                                                    |
| Meksyk                                                 | MeksykGuadalajara | Guadalajara                                        |
| Estadio Azteca                                         | MeksykGuadalajara | Estadio Jalisco                                    |
| Pojemność: 114 465                                     | MeksykGuadalajara | Pojemność: 56 713                                  |
| 19°18′10,5″N 99°09′01,6″W/19,302917 -99,150444         | MeksykGuadalajara | 20°42′18,30″N 103°19′41,33″W/20,705083 -103,328147 |
| 3 mecze fazy grupowej (mecz otwarcia), półfinał, finał | MeksykGuadalajara | 3 mecze fazy grupowej, półfinał, mecz o 3. miejsce |
|                                                        | MeksykGuadalajara |                                                    |

## Sędziowie
- Coffi Codjia
- Kim Young-Joo
- Anders Frisk
- Gilberto Alcala
- Brian Hall
- Ubaldo Aquino
- Óscar Ruiz

## Wyniki
Legenda do tabelek:
- Pkt – liczba punktów
- M – liczba meczów
- W – wygrane
- R – remisy
- P – porażki
- Br+ – bramki zdobyte
- Br− – bramki stracone
- +/− – różnica bramek

Dwie pierwsze drużyny z każdej grupy awansowały do dalszych gier.

### Grupa A
| Zespół           | Pkt | M | W | R | P | Br+ | Br- | +/− |
| Meksyk           | 7   | 3 | 2 | 1 | 0 | 8   | 3   | +5  |
| Arabia Saudyjska | 4   | 3 | 1 | 1 | 1 | 6   | 6   | 0   |
| Boliwia          | 2   | 3 | 0 | 2 | 1 | 2   | 3   | -1  |
| Egipt            | 2   | 3 | 0 | 2 | 1 | 5   | 9   | -4  |

| 25 czerwca 1999 12:00 UTC – 5 | Boliwia · Limberg Gutiérrez 21' · Renny Ribera 40' | 2:22:1Raport | Egipt · Abdel Sattar Sabry 8' · Yasser Radwan 63' | Estadio Azteca, Meksyk Widzów: 85 000 Sędzia: Anders Frisk |
|                               |                                                    |              |                                                   |                                                            |

| 25 czerwca 1999 14:30 UTC – 5 | Meksyk · Cuauhtémoc Blanco 12', 19', 68', 77' · José Manuel Abundis 21' | 5:13:0Raport | Arabia Saudyjska · Nawaf Al-Temyat 62' (k.) | Estadio Azteca, Meksyk Widzów: 85 000 Sędzia: Óscar Ruiz |
|                               |                                                                         |              |                                             |                                                          |

| 27 czerwca 1999 18:00 UTC – 5 | Arabia Saudyjska | 0:0Raport | Boliwia | Estadio Azteca, Meksyk Widzów: 65 000 Sędzia: Brian Hall |
|                               |                  |           |         |                                                          |

| 27 czerwca 1999 20:30 UTC – 5 | Meksyk · Pável Pardo 15' · José Manuel Abundis 26' | 2:22:0Raport | Egipt · Ahmed Hassan 79' · Samir Kamouna 85' | Estadio Azteca, Meksyk Widzów: 65 000 Sędzia: Kim Young-Joo |
|                               |                                                    |              |                                              |                                                             |

| 29 czerwca 1999 18:00 UTC – 5 | Egipt · Samir Kamouna 70' (k.) | 1:50:2Raport | Arabia Saudyjska · Marzouq Al-Otaibi 8', 34', 78', 85' · Ibrahim Al-Shahrani 64' | Estadio Azteca, Meksyk Widzów: 15 000 Sędzia: Ubaldo Aquino |
|                               |                                |              |                                                                                  |                                                             |

| 29 czerwca 1999 20:30 UTC – 5 | Meksyk · Francisco Palencia 52' | 1:00:0Raport | Boliwia | Estadio Azteca, Meksyk Widzów: 55 000 Sędzia: Óscar Ruiz |
|                               |                                 |              |         |                                                          |

### Grupa B
| Zespół            | Pkt | M | W | R | P | Br+ | Br- | +/− |
| Brazylia          | 9   | 3 | 3 | 0 | 0 | 7   | 0   | +7  |
| Stany Zjednoczone | 6   | 3 | 2 | 0 | 1 | 4   | 2   | +2  |
| Niemcy            | 3   | 3 | 1 | 0 | 2 | 2   | 6   | -4  |
| Nowa Zelandia     | 0   | 3 | 0 | 0 | 3 | 1   | 6   | -5  |

| 24 czerwca 1999 12:00 UTC – 5 | Brazylia · Zé Roberto 62' · Ronaldinho 72' (k.) · Alex (ur. 1977) 86', 87' | 4:00:0Raport | Niemcy | Estadio Jalisco, Guadalajara Widzów: 60 000 Sędzia: Gilberto Alcala |
|                               |                                                                            |              |        |                                                                     |

| 24 czerwca 1999 14:30 UTC – 5 | Nowa Zelandia · Chris Zoricich 90+3' | 1:20:1Raport | Stany Zjednoczone · Brian McBride 25' · Jovan Kirovski 58' | Estadio Jalisco, Guadalajara Widzów: 60 000 Sędzia: Ubaldo Aquino |
|                               |                                      |              |                                                            |                                                                   |

| 28 czerwca 1999 18:00 UTC – 5 | Niemcy · Michael Preetz 6' · Lothar Matthäus 33' | 2:0Raport | Nowa Zelandia | Estadio Jalisco, Guadalajara Widzów: 42 000 Sędzia: Coffi Codjia |
|                               |                                                  |           |               |                                                                  |

| 28 czerwca 1999 20:30 UTC – 5 | Brazylia · Ronaldinho 13' | 1:0Raport | Stany Zjednoczone | Estadio Jalisco, Guadalajara Widzów: 54 000 Sędzia: Anders Frisk |
|                               |                           |           |                   |                                                                  |

| 30 czerwca 1999 18:00 UTC – 5 | Stany Zjednoczone · Ben Olsen 23' · Joe-Max Moore 50' | 2:01:0Raport | Niemcy | Estadio Jalisco, Guadalajara Widzów: 53 000 Sędzia: Gilberto Alcala |
|                               |                                                       |              |        |                                                                     |

| 30 czerwca 1999 20:30 UTC – 5 | Nowa Zelandia | 0:20:1Raport | Brazylia · Marcos Paulo Alves 45+2' · Ronaldinho 88' | Estadio Jalisco, Guadalajara Widzów: 53 000 Sędzia: Kim Young-Joo |
|                               |               |              |                                                      |                                                                   |

### Półfinały
| 1 lipca 1999 12:00 UTC – 5 | Meksyk · Cuauhtémoc Blanco 97' | 1:00:0Raport | Stany Zjednoczone | Estadio Azteca, Meksyk Widzów: 82 000 Sędzia: Kim Young-Joo |
|                            |                                |              |                   |                                                             |

| 1 lipca 1999 15:00 UTC – 5 | Brazylia · João Carlos dos Santos 8' · Ronaldinho 11', 65', 90+2' · Zé Roberto 33' · Alex (ur. 1977) 36', 86' · Roniéliton dos Santos 62' | 8:24:2Raport | Arabia Saudyjska · Marzouq Al-Otaibi 22', 31' | Estadio Jalisco, Guadalajara Widzów: 48 000 Sędzia: Óscar Ruiz |
|                            | |              |                                               |                                                                |

### Mecz o 3. miejsce
| 3 lipca 1999 21:00 UTC – 5 | Stany Zjednoczone · Paul Bravo 27' · Brian McBride 78' | 2:01:0Raport | Arabia Saudyjska | Estadio Jalisco, Guadalajara Widzów: 38 000 Sędzia: Ubaldo Aquino |
|                            |                                                        |              |                  |                                                                   |

### Finał
| 4 lipca 1999 21:00 UTC – 5 | Meksyk · Miguel Zepeda 13', 51' · José Manuel Abundis 28' · Cuauhtémoc Blanco 62' | 4:32:2Raport | Brazylia · Sergio Claudio dos Santos 43' (k.) · Roniéliton dos Santos 47' · Zé Roberto 63' | Estadio Azteca, Meksyk Widzów: 85 000 Sędzia: Anders Frisk |
|                            |                                                                                   |              |                                                                                            |                                                            |

 

ZDOBYWCA PUCHARU KONFEDERACJI 1999

MEKSYK
 PIERWSZY TYTUŁ

## Strzelcy
6 goli
- Ronaldinho
- Cuauhtémoc Blanco
- Marzouk Al-Otaibi

4 gole
- Alex (ur. 1977)

3 gole
- Zé Roberto
- José Manuel Abundis

2 gole
- Roniéliton dos Santos
- Samir Kamouna
- Miguel Zepeda
- Brian McBride

1 gol
- Marcos Paulo Alves
- Limberg Gutiérrez
- Joe-Max Moore
- Paul Bravo
- Yasser Radwan
- Ben Olsen
- Renny Ribera
- Abdel Sattar Sabry
- Ibrahim Al-Shahrani
- Ahmed Hassan
- Lothar Matthäus
- Michael Preetz
- Chris Zoricich
- João Carlos dos Santos
- Sergio Claudio dos Santos
- Jovan Kirovski
- Nawaf Al-Temyat
- Francisco Palencia
- Pável Pardo